# 四氰基甲烷
四氰基甲烷，又称四氰化碳是一种全氰烷烃，也是一种碳的氮化物，化学式 C(CN)4。它是把甲烷的所有氢原子改成氰基而成。它首次由Erwin Mayer在1969年合成。

## 性质
室温下的四氰基甲烷是一种固体，在 160 °C分解。目前，仍然没有发现过液态的四氰甲烷，尽管气态的四氰甲烷是已知的。

## 制备
四氰甲烷可以由氯化氰和三氰甲烷银化合而成。
ClCN + AgC(CN)3 → C(CN)4 +AgCl